# Ommata igniventris
Ommata igniventris är en skalbaggsart som beskrevs av Giesbert 1991. Ommata igniventris ingår i släktet Ommata och familjen långhorningar.
Artens utbredningsområde är Panama. Inga underarter finns listade i Catalogue of Life.